# Amazon Labor Union

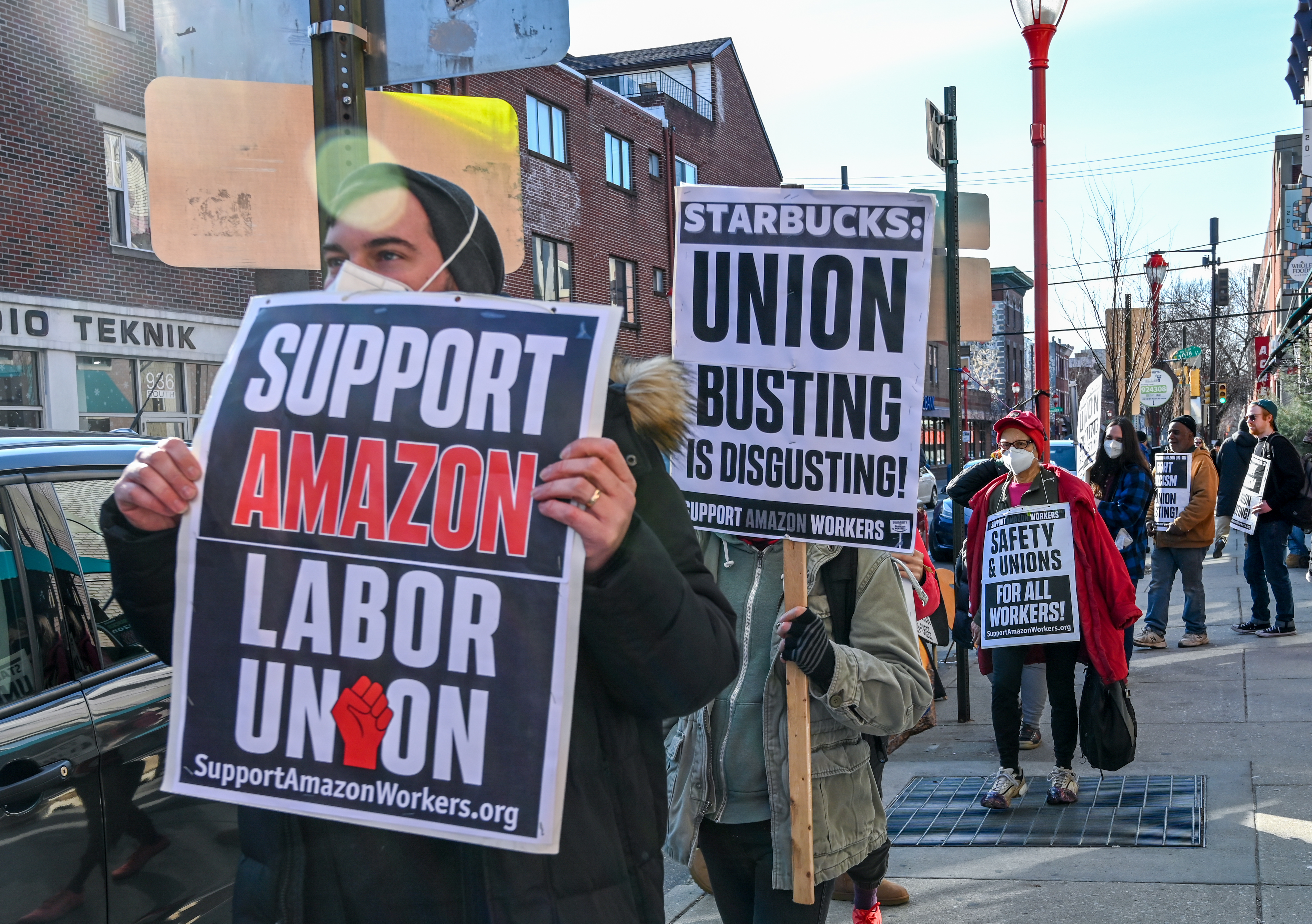
ALU-demonstranten in 2022

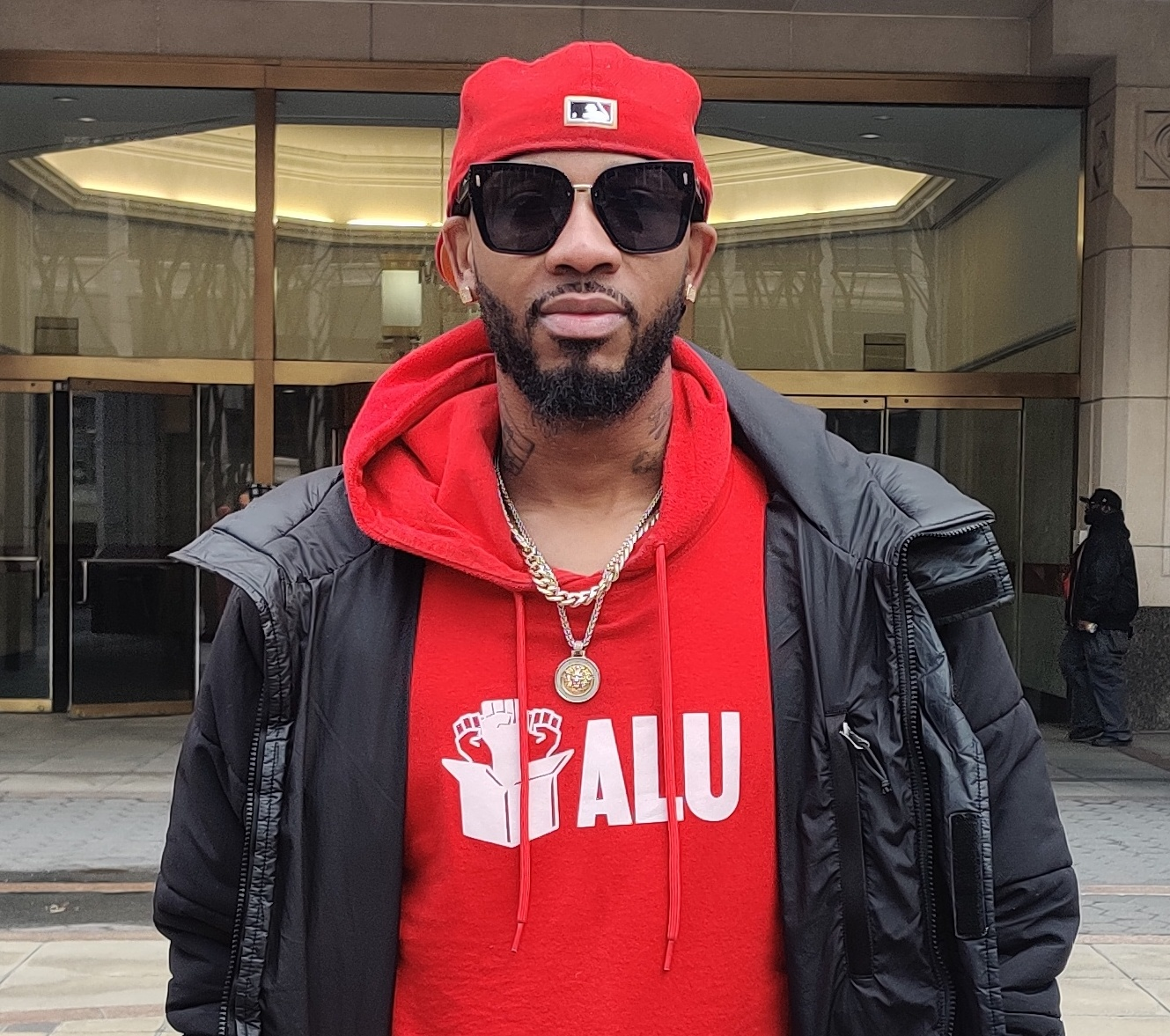
Mede-oprichter en voorzitter Chris Smalls

De Amazon Labor Union (ALU) is een vakbond in de Verenigde Staten. Hij werd in 2021 opgericht en won in 2022 de allereerste vakbondsverkiezing in een Amerikaanse Amazon-vestiging. De vakbond wordt voorgezeten door mede-oprichter Chris Smalls. De ALU is een onafhankelijke vakbond, niet aangesloten bij de AFL-CIO of een andere federatie.
Andere vakbonden die Amazon-vestigingen proberen te organiseren in de Verenigde Staten, zijn IAM, RWDSU en Teamsters.

## Geschiedenis
De Amazon Labor Union werd op 20 april 2021 opgericht door werknemers en ex-werknemers van het Amazon-distributiecentrum JFK8 op Staten Island, waaronder Chris Smalls en Derrick Palmer. Amazon had Smalls in 2020 ontslaan nadat die een walkout had georganiseerd om de onveilige werkomstandigheden tijdens de coronapandemie aan te klagen. Smalls richtte de organisatie The Congress of Essential Workers op en begon in 2021 zijn ex-collega's bij Amazon warm te maken voor een vakbond.
Op 1 april 2022 stemde een meerderheid van het personeel vóór de erkenning van de vakbond, waarmee ALU de eerste vakbond werd in een Amazon-vestiging in de Verenigde Staten en het personeel van JFK8 de eerste gesyndiceerde Amazon-werknemers erkend door de National Labor Relations Board (NLRB). Deze overwinning kwam nadat de vakbond RWDSU eenzelfde verkiezing in Bessemer (Alabama) tot tweemaal (in 2021 en in maart 2022) had verloren.
Amazon vocht het resultaat van de verkiezing aan, maar kreeg ongelijk in september 2022. Sindsdien moeten de vakbond en de werkgever onderhandelingen aanvatten om tot een collectieve arbeidsovereenkomst te komen, iets wat Amazon volgens de NLRB voorlopig weigert te doen.
Sinds de overwinning in 2022 werkt de ALU toe naar verkiezingscampagnes in verschillende andere distributiecentra. Ze verloor verkiezingen in ALB1 nabij Albany (New York) en in LDJ5 op Staten Island. In het distributiecentrum ONT8 in Moreno Valley diende de vakbond een petitie tot stemming in, maar die werd nadien weer ingetrokken. 